# تونی شونییچ
 تونی شونییچ (بوسنیایی: Toni Šunjić؛ زاده ۱۵ دسامبر ۱۹۸۸) بازیکن فوتبال اهل بوسنی و هرزگوین است که در پست دفاع میانی بازی می‌کند.
از تیم‌هایی که در آن بازی کرده است می‌توان به باشگاه فوتبال اشتوتگارت اشاره کرد.